# Gortavīch-e Soflá
Gortavīch-e Soflá (persiska: گرتویچ سفلى, Kortavīj-e Soflá) är en ort i Iran.   Den ligger i provinsen Kermanshah, i den nordvästra delen av landet, 400 km väster om huvudstaden Teheran. Gortavīch-e Soflá ligger 1 402 meter över havet och antalet invånare är 182.
Terrängen runt Gortavīch-e Soflá är huvudsakligen lite bergig. Gortavīch-e Soflá ligger nere i en dal som går i öst-västlig riktning. Runt Gortavīch-e Soflá är det ganska tätbefolkat, med 60 invånare per kvadratkilometer. Närmaste större samhälle är Armanī Jān, 4,4 km öster om Gortavīch-e Soflá. Trakten runt Gortavīch-e Soflá består i huvudsak av gräsmarker.